# Список послов СССР и России в Ливии
В статье представлен список послов СССР и России в Ливии.
- 31 августа — 4 сентября 1955 г. — установлены дипломатические отношения на уровне посольств.
- В 2014—2023 гг. — российское посольство из Триполи перенесено в Тунис.

## Список послов
| Срок полномочий                    | Посол                        | Годы жизни | Вручение верительных грамот | Комментарии                  |
| ---------------------------------- | ---------------------------- | ---------- | --------------------------- | ---------------------------- |
| СССР                               |                              |            |                             |                              |
| 15 декабря 1955 — 18 октября 1959  | Николай Иванович Генералов   | 1905—1990  | 13 января 1956              |                              |
| 18 октября 1959 — 6 апреля 1965    | Дмитрий Иванович Заикин      | 1909—1983  | 5 ноября 1959               |                              |
| 6 апреля 1965 — 14 февраля 1970    | Сурен Акопович Товмасян      | 1909—1980  | 10 мая 1965                 |                              |
| 14 февраля 1970 — 31 августа 1977  | Иван Нестерович Якушин       | 1913—2002  | 11 марта 1970               |                              |
| 31 августа 1977 — 4 сентября 1984  | Анатолий Васильевич Анисимов | 1919—2003  | 5 ноября 1977               |                              |
| 4 сентября 1984 — 19 сентября 1986 | Олег Герасимович Пересыпкин  | род. 1935  | 18 октября 1984             |                              |
| 19 сентября 1986 — 18 марта 1991   | Погос Семёнович Акопов       | род. 1926  |                             |                              |
| 18 марта 1991 — 25 декабря 1991    | Вениамин Викторович Попов    | род. 1942  |                             |                              |
| Российская Федерация               |                              |            |                             |                              |
| 25 декабря 1991 — 31 декабря 1992  | Вениамин Викторович Попов    | род. 1942  |                             |                              |
| 31 декабря 1992 — 23 августа 1996  | Алексей Борисович Подцероб   | род. 1943  |                             |                              |
| 23 августа 1996 — 26 декабря 2000  | Сергей Николаевич Букин      | 1950—2014  |                             |                              |
| 26 декабря 2000 — 13 февраля 2004  | Сергей Вадимович Кирпиченко  | 1951—2019  |                             |                              |
| 13 февраля 2004 — 16 октября 2008  | Валерьян Владимирович Шуваев | 1955—2024  |                             |                              |
| 16 октября 2008 — 19 марта 2011    | Владимир Васильевич Чамов    | род. 1955  |                             |                              |
| 30 января 2012 — 26 ноября 2018    | Иван Николаевич Молотков     | род. 1962  |                             |                              |
| ноябрь 2018 — март 2023            | Джамшед Мухамедович Болтаев  | род. 1961  |                             | Временный поверенный в делах |
| 29 декабря 2022 — настоящее время  | Айдар Рашидович Аганин       | род. 1967  | 26 июня 2023                |                              |